# 15020 Brandonimber
15020 Brandonimber eller 1998 SV105 är en asteroid i huvudbältet som upptäcktes den 26 september 1998 av LINEAR i Socorro County, New Mexico. Den är uppkallad efter Brandon Stuart Imber.
Den tillhör asteroidgruppen Massalia.